# 石桁真礼生
石桁 真礼生（石桁 眞禮生、いしけた まれお、1916年11月26日 - 1996年8月22日）は、日本の作曲家。和歌山県生まれ。作曲家石桁冬樹は子息。石桁真礼生門下生によって結成されている作曲家のグループとして、グループ<環>がある。

## 来歴
東京音楽学校で下総皖一に師事。1943年の第12回音楽コンクールに「小交響曲」で入賞。後、グループ新声会に参加、ドイツ古典派に規範をおく作品を発表するが、「箏のための協奏三章」（1951年）、「箏のための組曲」（1952年）などの現代邦楽にも手を染めていく。やがて、無調や十二音技法に接近し、三好達治の詩による歌曲「鴉」（1956年）や、十二音を用いた日本最初のオペラとされる「卆塔婆小町」（1957年）、「嬰ヘとハを基音とする交響曲」（1965年）などを生み出す。
1946年より東京音楽学校のち東京藝術大学の講師に就任し、1968年には作曲科教授、1974年には音楽学部長を務めた。著書には『楽式論』、『楽典 - 理論と実習』（共著）、『聴音と視唱のための総合練習』（共著）がある他、教育芸術社の小学校の音楽教科書の著作も担当していた。1983年に紫綬褒章受章、1988年春に勲二等瑞宝章受勲、1990年に第31回毎日芸術賞受賞。

## 主要作品

### 歌劇
- 1954 オペレッタ「河童譚」
- 1955 オペレッタ「狐々譚」
- 1956 オペラ「卆塔婆小町」（三島由紀夫の「近代能楽集」による）
- 1964/72 オペラ「ポエティク・喪服」（遠藤啄郎）
- 1968 オペラ「魚服記」（原作：太宰治、台本：橋本一明）
- 1968 オペラ「駈込」（遠藤啄郎）

### 管弦楽
- 1965 嬰ヘとハを基音とする交響曲 Sinfonia in fa diesis e do
- 1983 ソプラノとオーケストラによる「交響的黙示」 Symphonic revelation（服部芳樹）
- 1989 ヴァイオリンとオーケストラによる「協奏的黙示」

### 室内楽・器楽
- 1950/64 チェロとピアノのためのソナタ第2番 Sonata II゜ per violoncello et pianoforte
- 1952 箏のための組曲 Suite for Koto
- 1970 箏・鼓・尺による無依の咏
- 1973 箏独奏による黙示
- 1975 ヴァイオリンとピアノによるリヴェレイション Revelation for violin and piano
- 19-- 組曲 Suite（ピアノ）
- 19-- ロンド（ピアノ）

### 声楽
- 1947 歌曲集「四つの詩」（丸山薫）
- 1949 歌曲集「風土」（北園克衛）
- 1949 笛を吹く女（独唱／植木幾久子）
- 1949 小さい命（独唱／植木幾久子）
- 1950 月光に寄せる奇想曲 Capriccio sung to the moon light（混声合唱／冬木京介）
- 1950 さざなみは（独唱／北原白秋）
- 1950 深山の入口（独唱／佐藤一英）
- 1951 ふるさとの（独唱／三木露風）
- 1951 こだま（混声合唱／松本重真）
- 1952 歌曲集「秋の瞳」（八木重吉）
- 1952 冬の日（独唱／冬木京介）
- 1953 きつね（独唱／神保光太郎）
- 1953 若い日の歌（混声〔女声・男声〕合唱、ピアノ／勝承夫） - 全国唱歌ラジオコンクール（現 NHK全国学校音楽コンクール高等学校の部課題曲）
- 1953 汚れた掌（独唱／池田克己）
- 1956 鴉（独唱／三好達治）
- 1959 鎮魂詞（独唱／服部芳樹）
- 1960 築地聖路加病院（サトウハチロー）
- 1961 子供のうた（独唱／小島秀一、サトウハチロー）
- 1961 ごびらっふの独白 Gobiraff's monologue（混声合唱、室内楽／草野心平）
- 1963 服部芳樹の詩による二つのはなし The two fold tale by the poem of Yoshiki Hattori（独唱）
- 1963 交声曲「千の声千の心」（谷川俊太郎）
- 1968 女の祈り（女声合唱、ピアノ、エレクトーン／遠藤啄郎）
- 1974 盲目の秋（独唱／中原中也）
- 1979 低声と室内楽のための「月に吠える」 Howling at the moon（萩原朔太郎）
- 1984 歌曲集「貝殻」（新美南吉）
- 19-- みぞれのする小さな町（独唱／田中冬二）
- 19-- 小径（独唱／野村襄）
- 19-- 池（独唱／佐藤一英）
- 19-- 声（独唱／森川葵村）
- 19-- のぞきゑ（独唱／植木幾久子）
- 19-- 鳩と少年（独唱／名取和彦）
- 19-- アヴェマリア（独唱）
- 19-- 3 Vocalises（女声合唱、ピアノ）

### 編曲
- 19-- モルダウの流れ（混声3部合唱または女声合唱、ピアノ／平井多美子作詞、スメタナ作曲）

## 門下
- 浅香満
- 飯沼信義
- 岩下哲也
- 木下牧子
- 小林研一郎
- 末吉保雄
- 菅野浩和
- 田鎖大志郎
- 長谷川勉 (作曲家)
- 福田恵子
- 藤原嘉文
- 堀悦子
- 平井京子
- 芥川真澄（江川真澄）
- 高嶋みどり
- 丸田昭三
- 小橋稔
- 長原一郎
- 三瀬和朗
- 森崎貴敏